# Krążowniki ciężkie typu Trento
Krążowniki ciężkie typu Trento – włoskie ciężkie krążowniki z okresu międzywojennego i II wojny światowej. Pierwszy okręt tego typu wszedł do służby w 1928 roku. Trzeci okręt, w którego projekcie wprowadzono znaczne zmiany, „Bolzano”, wszedł do służby w 1933 roku. Wszystkie okręty zostały zatopione podczas II wojny światowej.

## Historia
Krążowniki typu Trento były pierwszymi włoskimi okrętami tej klasy zaprojektowanymi zgodnie z ograniczeniami narzuconymi przez traktat waszyngtoński. Ich projekt musiał spełniać ogólne zalecenia traktatowe ograniczające wyporność do 10 000 ton, a uzbrojenie główne do dział kalibru 203 mm. Specyfika działań włoskiej marynarki wojennej zakładała większą prędkość krążowników, co zostało osiągnięte przez redukcję opancerzenia. Budowa pierwszego okrętu, „Trento”, rozpoczęła się w lutym 1925 roku. Do służby jako pierwszy wszedł „Trieste”, 21 grudnia 1928 roku. W 1930 roku rozpoczęła się budowa trzeciego okrętu, „Bolzano”, który otrzymał nowocześniejszą siłownię, a także układ kadłuba zastosowany na krążownikach typu Zara.

## Okręty
| Nazwa          | Stocznia  | Rozpoczęcie budowy | Data wodowania | Wejście do służby | Los okrętu           |
| -------------- | --------- | ------------------ | -------------- | ----------------- | -------------------- |
| Trento         | Orlando   | 08.02.1925         | 04.10.1927     | 03.04.1929        | Zatopiony 15.06.1942 |
| Trieste        | Triestino | 22.06.1925         | 24.10.1926     | 21.12.1928        | Zatopiony 10.04.1943 |
| Podtyp Bolzano |           |                    |                |                   |                      |
| Bolzano        | Ansaldo   | 11.06.1930         | 31.08.1932     | 19.08.1933        | Zatopiony 22.06.1944 |